# 興芳路

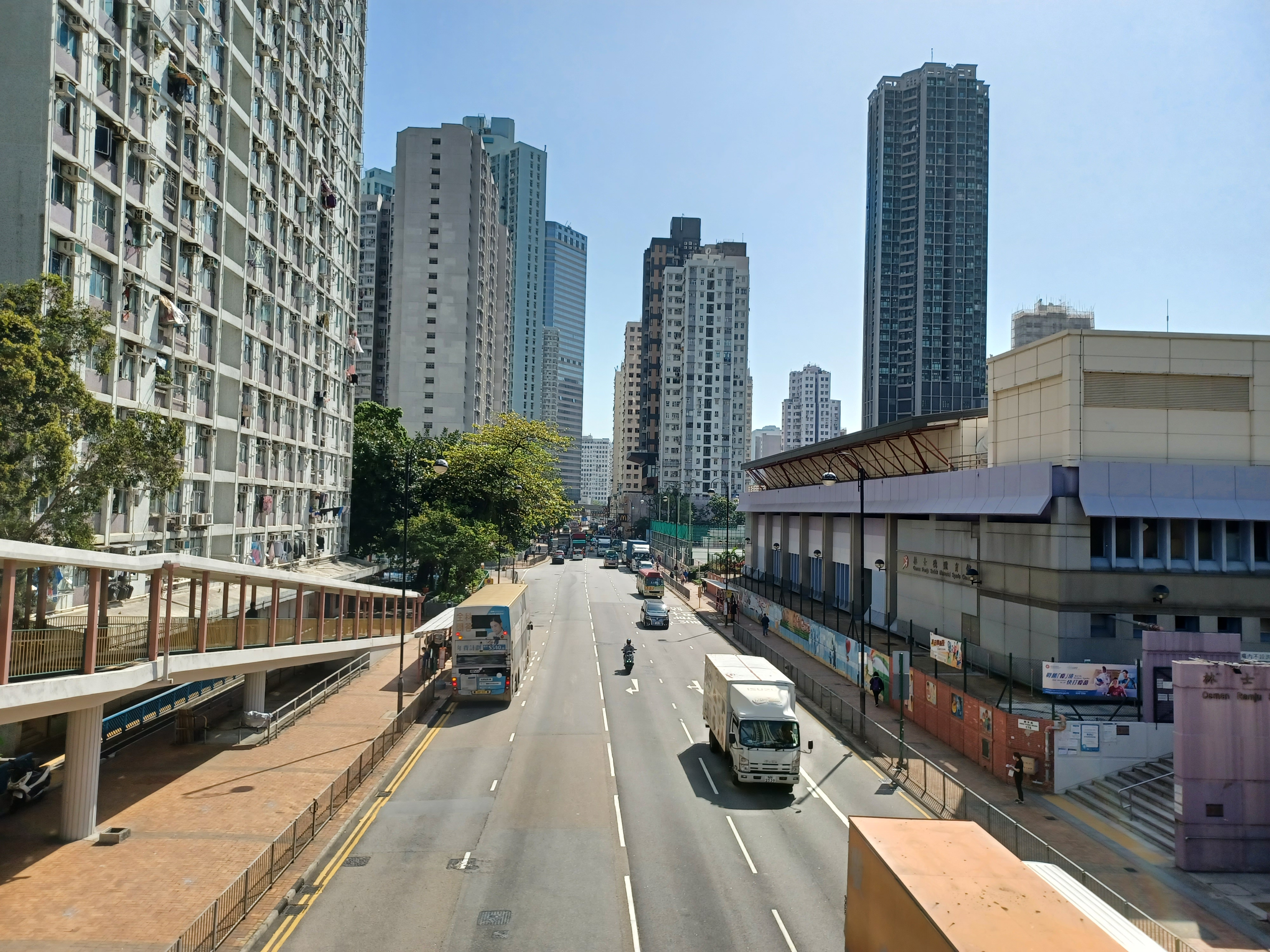
興芳路近葵芳邨

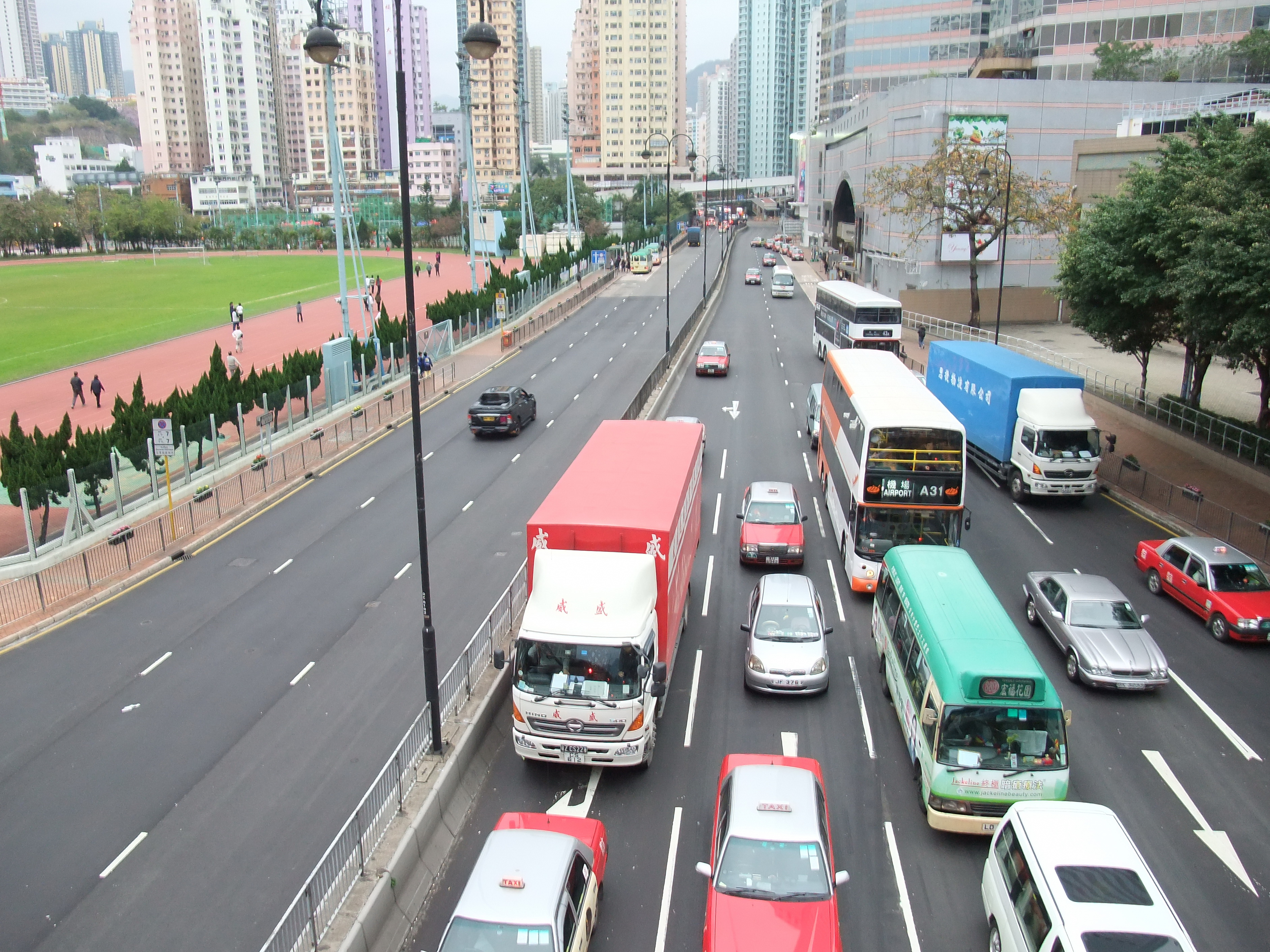
興芳路，望向葵興方向。右方為新都會廣場，左方為葵涌運動場。

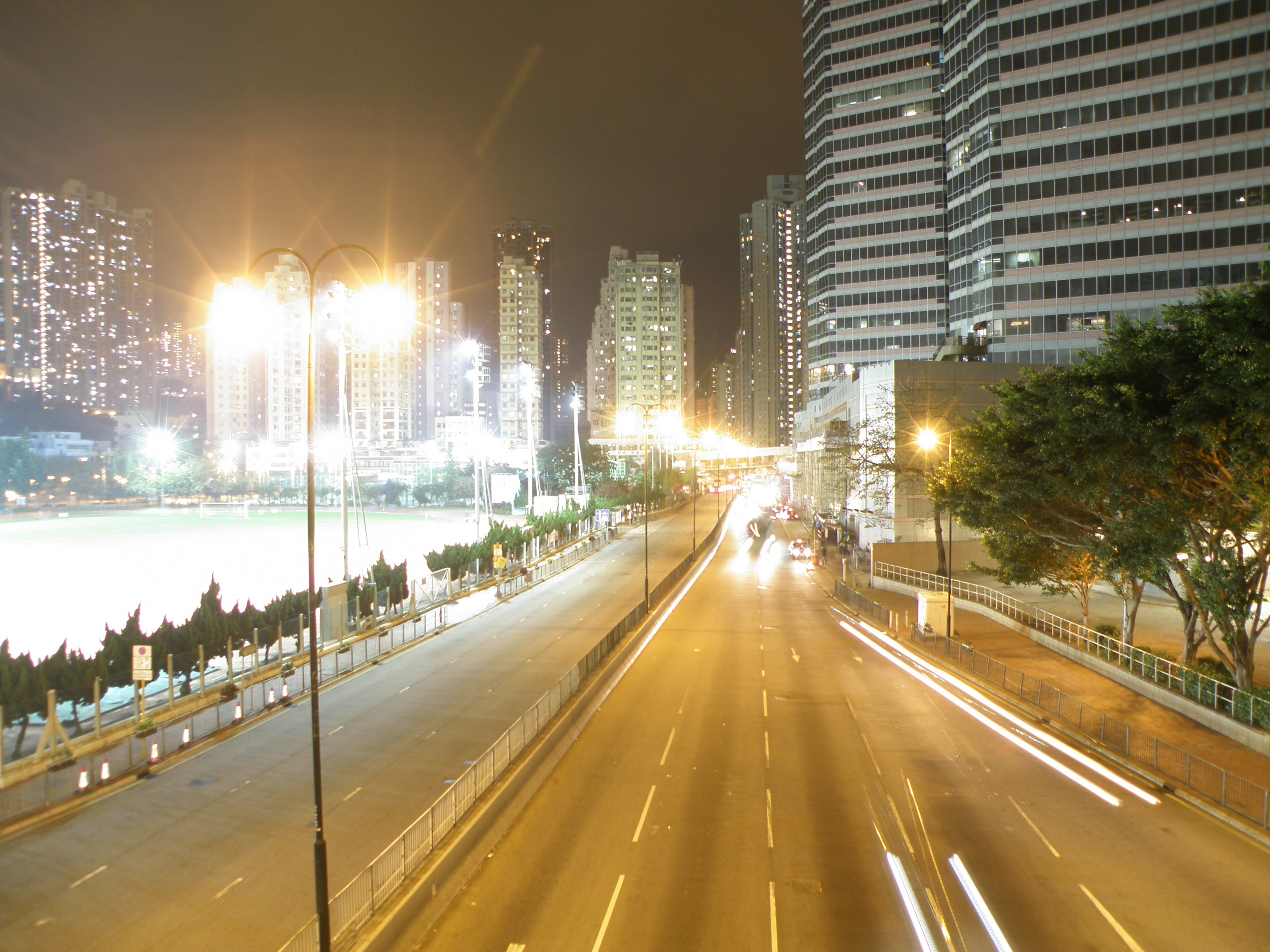
興芳路夜景

興芳路（英語：Hing Fong Road），是香港葵青区的一条主要道路，始於葵青路與荃灣路交界，終於葵涌道近葵興站，全長約1.35公里。道路因連接葵興及葵芳而得名。

## 沿線建築物
- 中華傳道會許大同學校
- 葵涌中心
- 葵興政府合署
- 林士德體育館
- 葵涌廣場
- 新都會廣場
- 葵青劇院

## 交匯道路
- 葵青路
- 荃灣路
- 葵福路
- 興寧路
- 葵富路
- 榮芳路
- 葵益道
- 大窩口道
- 葵興路

## 鄰近地方
- 葵興邨
- 葵芳邨
- 葵涌運動場
- 葵青交匯處
- 賽馬會興盛路遊樂場
- 葵涌道
- 葵益道
- 葵興路
- 葵富路
- 葵福路
- 葵青路
- 荃灣路